# Habenaria millei
Habenaria millei är en orkidéart som beskrevs av Rudolf Schlechter. Habenaria millei ingår i släktet Habenaria och familjen orkidéer.
Artens utbredningsområde är Ecuador. Inga underarter finns listade i Catalogue of Life.